# Letiště Bologna
Letiště Bologna (italsky Aeroporto di Bologna nebo Aeroporto Guglielmo Marconi di Bologna) je mezinárodní letiště v Bologni v Itálii. Je vzdáleno asi 6 km severozápadně od centra města v regionu Emilia-Romagna a asi 200 km jihovýchodně od Milána.
Letiště je pojmenováno po rodákovi z Bologni G. Marconim, italském elektroinženýrovi a laureátovi Nobelovy ceny.

## Aerolinky a destinace

### Pravidelné linky
| Společnost                                                         | Destinace |
| ------------------------------------------------------------------ | --- |
| Aer Lingus                                                         | Dublin [sezónně] |
| Air Arabia Maroc                                                   | Casablanca |
| Air France                                                         | Paríž-Charles de Gaulle |
| Air France provozované dopravcem HOP!                              | Lyon, Paríž-Charles de Gaulle |
| Air Italy                                                          | Malé |
| Alitalia                                                           | Catania, Palermo, Rím-Fiumicino |
| Austrian Airlines provozované dopravcemTyrolean Airways            | Víden |
| Blue Air                                                           | Bacău, Bukurešť-Baneasa |
| Blue Panorama Airlines                                             | Havana, La Romana |
| British Airways                                                    | Londýn-Gatwick |
| Brussels Airlines                                                  | Brusel |
| Carpatair                                                          | Temešvár |
| České aerolinie                                                    | Praha |
| Danube Wings                                                       | Bratislava, Crotone, Reggio Calabria |
| Germanwings                                                        | Kolín/Bonn |
| Iberia                                                             | Madrid |
| Iberia provozované dopravcem Air Nostrum                           | Barcelona, Madrid |
| Jet4you                                                            | Casablanca |
| KLM Royal Dutch Airlines provozované dopravcem KLM Cityhopper      | Amsterdam |
| Lufthansa                                                          | Frankfurt |
| Lufthansa Regional provozované dopravcem Air Dolomiti              | Mnichov |
| Lufthansa Regional provozované dopravcem Lufthansa CityLine        | Mnichov |
| Meridiana                                                          | Cagliari, Catania, Olbia, Palermo |
| Meridiana                                                          | Fuerteventura, Malé, Mombasa, Moskva-Domodědovo, Tenerife-Sur Reina Sofia, Zanzibar |
| Neos                                                               | Sal, Zanzibar |
| Royal Air Maroc                                                    | Casablanca |
| Ryanair                                                            | Alicante [sezónně], Bari, Birmingham [sezónně], Bordeaux, Bratislava, Brindisi, Brusel-Charleroi, Constanta [sezónne], Dublin, Edinburgh [sezónně], Barcelona-Girona, Granada, Frankfurt-Hahn, Ibiza [sezónně], Katovice, Lamezia Terme, Londýn-Stansted, Madrid, Malaga, Oslo-Torp [sezónně], Paríž-Beauvais, Praha, Sevilla, Trapani, Valencia, Düsseldorf-Weeze |
| Scandinavian Airlines System                                       | Kodaň |
| Scandinavian Airlines System provozované dopravcem Cimber Sterling | Kodaň |
| Turkish Airlines                                                   | Istanbul-Atatürk |
| TAP Portugal                                                       | Lisabon, Záhřeb |